# Verkiezingen voor het Europees Parlement 2009/Kandidatenlijst/cdH
Dit is de kandidatenlijst van het Belgische cdH voor de Europese verkiezingen van 2009. De verkozenen staan vetgedrukt.

## Effectieven
1. Anne Delvaux
2. Carlo Di Antonio
3. Vanessa Matz
4. Pierre Migisha
5. Isabelle Moinnet-Joiret
6. Amal Meqor
7. Michel Leclercq
8. Jean-Jacques Viseur

## Opvolgers
1. Georges Dallemagne
2. Marie-Eve Hannard
3. Rodolphe Sagehomme
4. Nese Acikgöz
5. Simone Felix-De Gendt
6. Francis Delpérée